# Port-de-Lanne
Port-de-Lanne település Franciaországban, Landes megyében. Lakosainak száma 1228 fő (2022. január 1.). Port-de-Lanne Orthevielle, Saint-Étienne-d’Orthe, Saint-Lon-les-Mines, Sainte-Marie-de-Gosse, Sames és Orist községekkel határos.

## Népesség
A település népességének változása:
| Lakosok száma | 605  | 637  | 665  | 833  | 935  | 973  | 1076 | 1154 | 1195 | 1228 |
|               | 1968 | 1982 | 1990 | 2006 | 2013 | 2015 | 2017 | 2019 | 2020 | 2022 |